# Richmond (fiume)
Il fiume Richmond è un corso d'acqua australiano che scorre interamente nel Nuovo Galles del Sud. Nasce dalla Catena McPherson, nei pressi del villaggio Woodenbong (Municipalità di Kyogle), scorre attraverso Northern Rivers e New South Wales North Coast, per poi sfociare, dopo un corso di 394 km, in una Ría  del Mar dei Coralli presso Ballina.

## Corso e caratteristiche

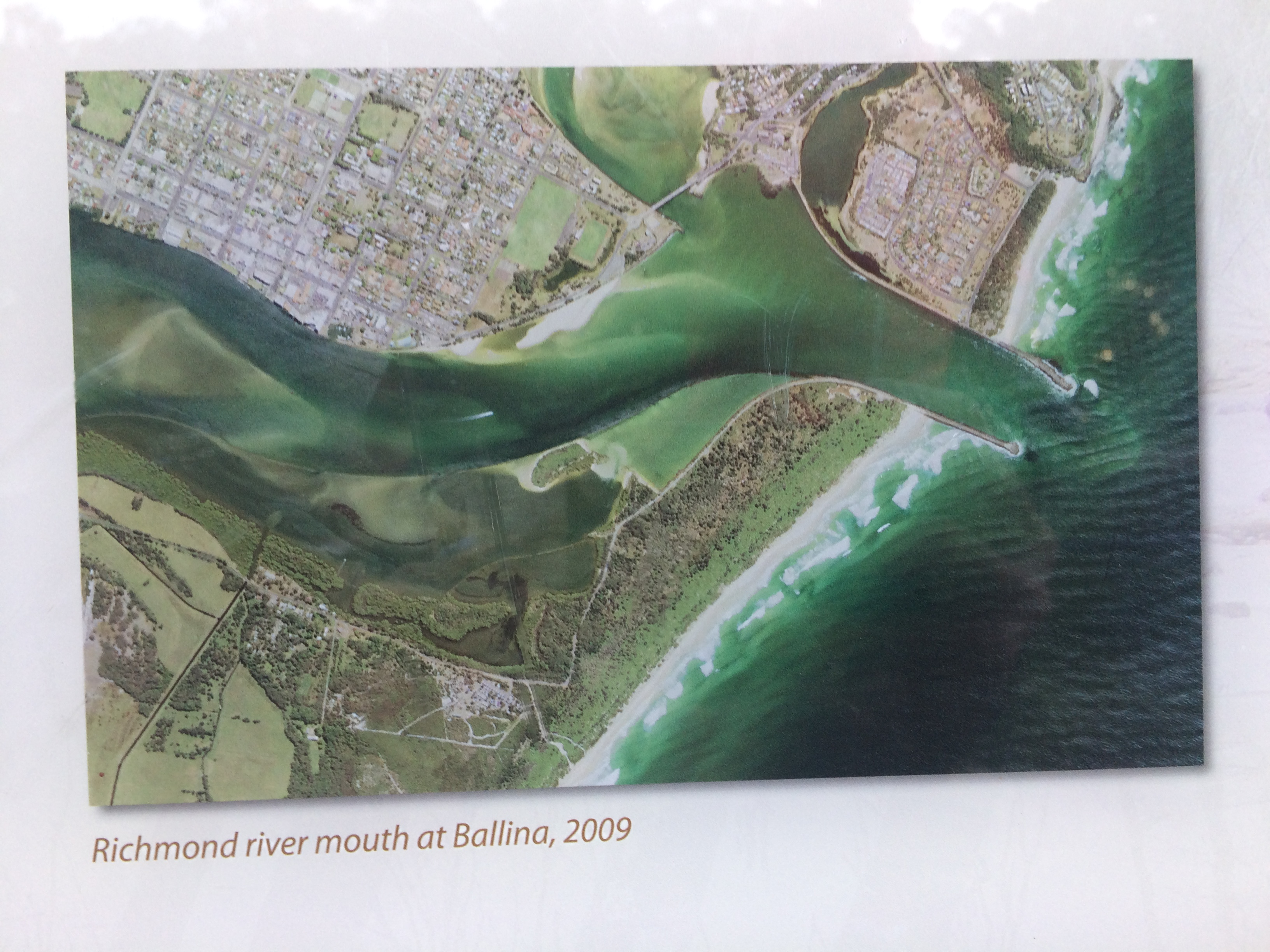
Il Richmond River nel 2009

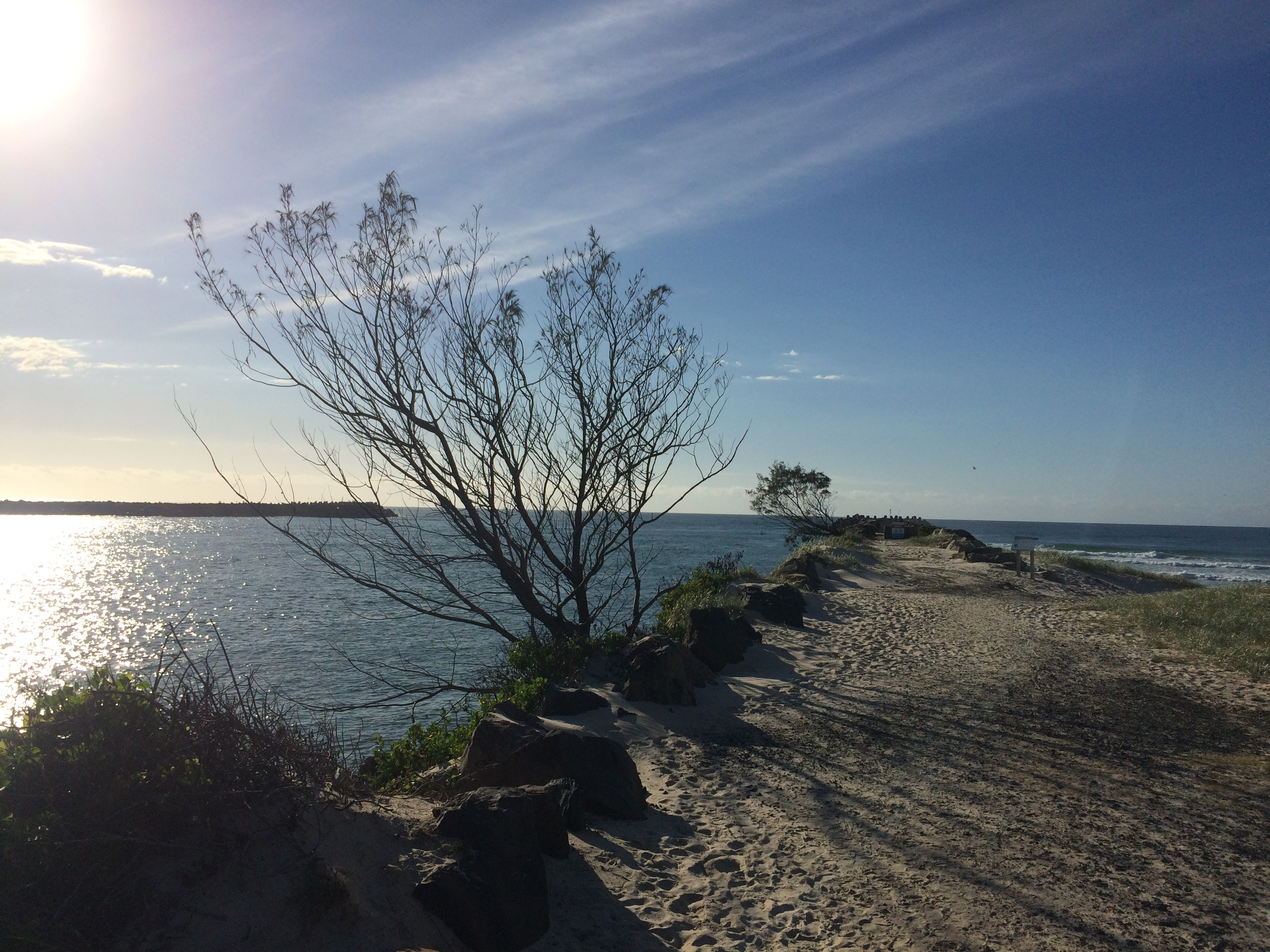
Ingresso del Richmond River dal frangiflutti meridionale, aprile 2019.

Il fiume nasce nella Grande Catena Divisoria, sulle falde meridionali della catena McPherson Range, a ovest del monte Lindesay scorre praticamente verso sud-est e nord-est, raccogliendo le acque di dodici affluenti, compreso il fiume Wilson, prima di raggiungere il suo estuario nel Mar dei Coralli dell'Oceano Pacifico vicino a Ballina. Il dislivello da inizio a fine corso è di 256 metri su un percorso di 237 km.
In questo percorso passa per le città di Kyogle, Casino, Coraki e Woodburn. La strada statale Summerland Way corre adiacente a gran parte del corso centrale del fiume. A Ballina il fiume è attraversato dall'Autostrada del Pacifico.
Il bacino è stimato in 6862 km2, che lo rende il sesto più esteso del Nuovo Galles del sud e la sua golena ha una superficie di oltre 1000 km2.

## Storia

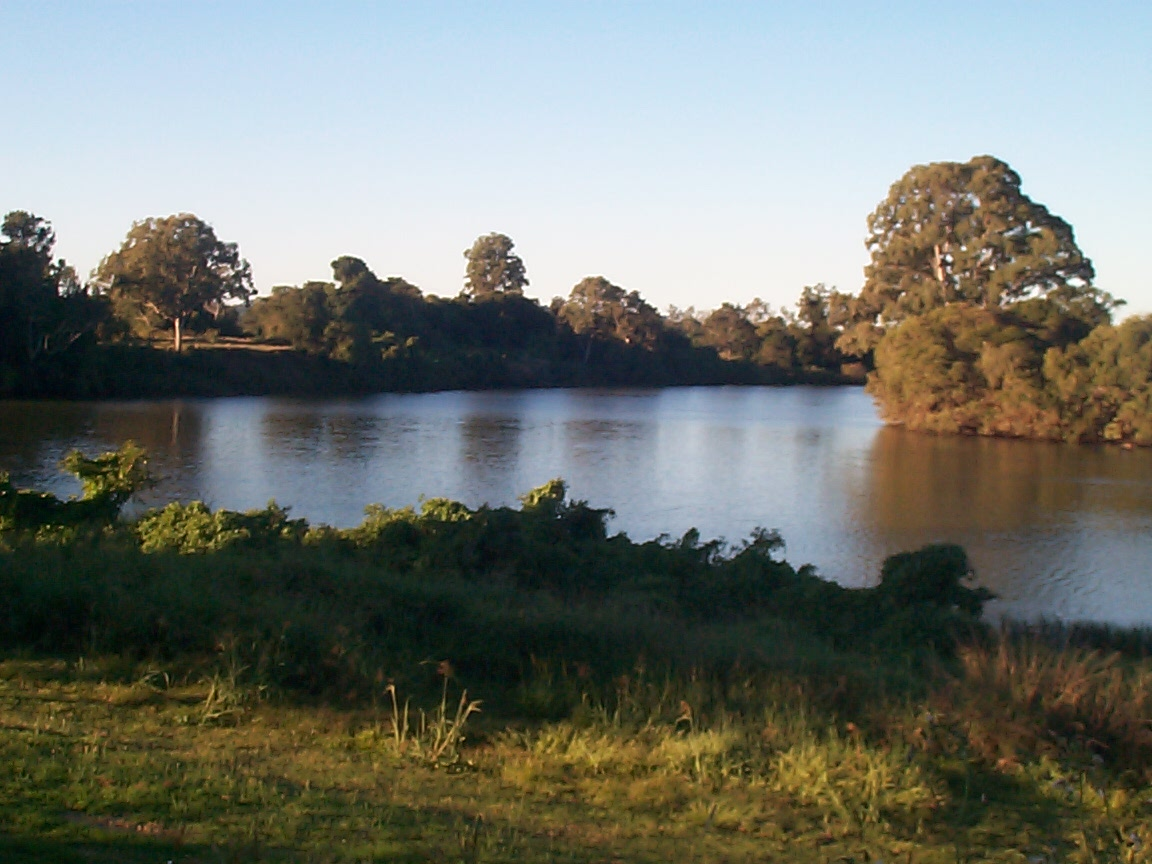
Confluenza dei fiumi Richmond e Wilson a Coraki, 2007

### Storia degli aborigeni
I tradizionali custodi della terra che circonda il fiume Richmond sono gli aborigeni australiani del Githabul, il cui territorio raggiungeva a nord l'attuale città di Toowoomba e comprendeva le attuali città di Tenterfield e di Warwick. Uno dei rituali annui del popolo Githabul era la transumanza dalle montagne alla costa durante i mesi invernali, quando le triglie erano abbondanti.

### Storia europea
Omesso dal comandante Cook quando navigò lungo la costa orientale dell'Australia nel 1770, fu solo fino a quando il comandante Henry John Rous identificò la foce del fiume nel 1828, che fu scoperto dagli europei. Rous risalì il fiume e navigò per circa 32 km. Egli successivamente chiamò Richmond il fiume in onore del V duca di Richmond. Successivamente in quell'anno l'esploratore Allan Cunningham raggiunse il fiume via terra.
Il fiume costituì il porto principale dagli anni 1840 fino al XX secolo. Poco dopo il loro arrivo, i primi coloni scoprirono il cedro rosso australiano nella valle del Richmond e subito ne iniziarono il taglio. Il fiume fu di importanza vitale per il trasporto di questa risorsa.
Al momento della sua scoperta nel 1828 e fino alla fine degli anni 1890 il fiume aveva una foce pericolosa per lo spostamento di banchi di sabbia e molte imbarcazioni e vite umane vi andarono perdute. Incomprensibilmente fu deciso di costruire due frangiflutti per incanalare il flusso dell'acqua, che furono terminati all'inizio del 1900. La costruzione dei frangiflutti portò anche alla formazione della Baia di Shaw (dopo, la sabbia formò dietro quello che fu chiamato Faro o spiaggia principale).
Nel 1846, un conflitto tra coloni bianchi e Aborigeni nella valle del fiume causò la morte di circa 100 di questi ultimi (Massacro del fiume Richmond).
Con il declino del trasporto via fiume, a causa del miglioramento delle strade e della ferrovia, e la chiusura dell'attività della North Coast Steam Navigation Company (la principale ditta di trasporto per via d'acqua del luogo) nel 1954, il fiume perse d'importanza come mezzo di trasporto.

## Utilizzo corrente
Il fiume è navigabile per le imbarcazioni solo per un breve tratto della sua lunghezza, forse fino a Casino. Il fiume Wilson, che scorre attraverso la città di Lismore ed è il principale tributario del Richmond, è navigabile almeno fino a Boatharbour, approssimativamente 12 km a monte di Lismore.
Il fiume Richmond è molto utilizzato per l'irrigazione in tutta la sua lunghezza. Molte briglie sono state costruite per mitigare l'effetto della corrente, principalmente a Casino.

## Fauna

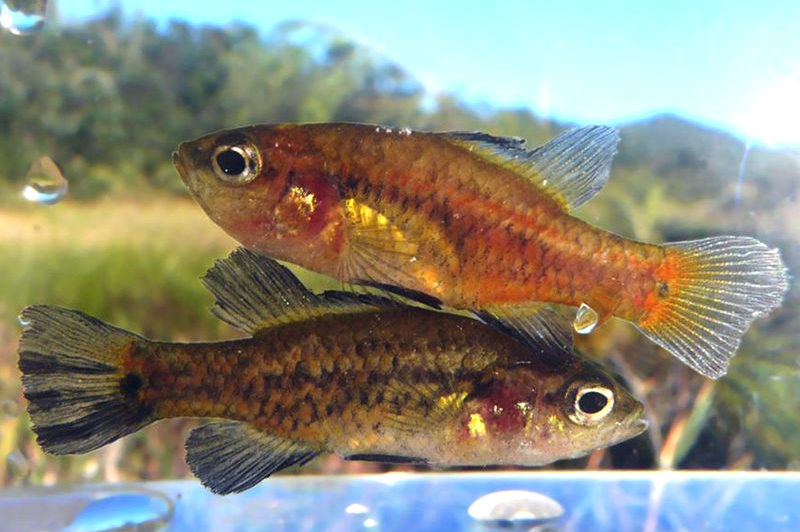
Nannoperca oxleyana (specie in pericolo)

L'acqua dolce del fiume Richmond ospitava una volta il cosiddetto "merluzzo del fiume Richmond", simile al "merluzzo di Murray" (Maccullochella peelii, del genere Maccullochella nella famiglia delle Percichthyidae). Sfortunatamente questo unico pesce nativo si estinse tra gli anni 1930 e 1950 a causa del degrado del suo habitat e dell'eccessiva attività di pesca, compreso l'effetto dell'uso della dinamite durante la costruzione della locale linea ferroviaria. Il Nannoperca oxleyana (specie in pericolo) è stato individuato nel fiume.